# Келугерень (Арад)
Келугерень, Келугерені (рум. Călugăreni) — село у повіті Арад в Румунії. Входить до складу комуни Фелнак.
Село розташоване на відстані 427 км на північний захід від Бухареста, 11 км на південний захід від Арада, 40 км на північ від Тімішоари.

## Населення
За даними перепису населення 2002 року у селі проживали 239 осіб, з них 236 осіб (98,7%) румунів. Рідною мовою 236 осіб (98,7%) назвали румунську.